# Psilaster acuminatus
Psilaster acuminatus är en sjöstjärneart som beskrevs av Percy Sladen 1889. Psilaster acuminatus ingår i släktet Psilaster och familjen kamsjöstjärnor. Inga underarter finns listade i Catalogue of Life.